# Oxira posticata
Oxira posticata är en fjärilsart som beskrevs av Walker 1858. Oxira posticata ingår i släktet Oxira och familjen nattflyn. Inga underarter finns listade i Catalogue of Life.